# Thoosa tortonesei
Thoosa tortonesei är en svampdjursart som beskrevs av Sarà 1958. Thoosa tortonesei ingår i släktet Thoosa och familjen borrsvampar. Inga underarter finns listade i Catalogue of Life.